# Leptotyphlops macrops
Espèce
Statut de conservation UICN

 LC  : Préoccupation mineure
Leptotyphlops macrops est une espèce de serpents de la famille des Leptotyphlopidae.

## Répartition
Cette espèce se rencontre en Tanzanie et au Kenya dans les forêts côtières.

## Publication originale
- Broadley & Wallach, 1996 : A remarkable new worm snake (Serpentes: Leptotyphlopidae) from the East African Coast. Copeia,  vol. 1996, n. 1, p. 162-166.